# باب ویلسون (بازیکن فوتبال، زاده ۱۹۴۳)
باب ویلسون (انگلیسی: Bob Wilson؛ زادهٔ ۲۳ مهٔ ۱۹۴۳ – درگذشته ۳ اکتبر ۲۰۲۰) بازیکن فوتبال اهل بریتانیا بود.
از باشگاه‌هایی که در آن بازی کرده‌است می‌توان به باشگاه فوتبال بریستول سیتی، باشگاه فوتبال استون ویلا، باشگاه فوتبال کاردیف سیتی و باشگاه فوتبال اکستر سیتی اشاره کرد.